# عالم مارفل السينمائي: المرحلة الأولى
المرحلة الأولى من عالم مارفل السينمائي (MCU) هي مجموعة من أفلام الأبطال الخارقين الأمريكية التي أنتجتها استوديوهات مارفل، والتي تستند إلى شخصيات تظهر في منشورات مارفل كوميكس. عالم مارفل السينمائي هو الكون المشترك الذي تدور فيه جميع الأفلام. بدأت المرحلة في مايو 2008 بإصدار فيلم آيرون مان واختتمت في مايو 2012 بإصدار فيلم المنتقمون. أنتج كيفن فيج كل فيلم في المرحلة، مع إنتاج آفي آراد أيضًا لفيلمي آيرون مان وهولك الخارق، وإنتاج غيل آن هيرد أيضًا لفيلم هولك الخارق.
سبق لمارفل أن رخصت حقوق الأفلام لشخصيات مختلفة إلى استوديوهات أفلام أخرى، وبدأت في استكشاف إنتاج أفلامها الروائية الخاصة بحلول عام 2005. بعد النجاح الذي حققه فيلم آيرون مان في عطلة نهاية الأسبوع الافتتاحية، مضوا قدمًا في خطة لإنتاج عدة أفلام فردية للأبطال الخارقين تبلغ ذروتها في فيلم فريق الأبطال الخارقين المنتقمون. قامت باراماونت بيكتشرز بتوزيع الأفلام باستثناء هولك الخارق، الذي اُصدر بواسطة يونيفرسال بيكتشرز، والمنتقمون، الذي اُصدر بواسطة والت ديزني ستوديوز موشن بيكشرز بعد شراء ديزني لمارفل.
يضم طاقم الأفلام روبرت داوني جونيور في دور توني ستارك/آيرون مان في آيرون مان وآيرون مان 2، وإدوارد نورتون في دور بروس بانر/هولك في هولك الخارق، وكريس هيمسوورث في دور ثور في ثور، وكريس إيفانز في دور ستيف روجرز/كابتن أمريكا في كابتن أمريكا: المنتقم الأول. عاد الجميع ليؤدوا دور البطولة في فيلم المجموعة المنتقمون باستثناء نورتون، الذي حل محله مارك رافالو. حقق صامويل إل جاكسون أكبر عدد من الظهور في هذه المرحلة، حيث لعب دور البطولة أو ظهر كضيف شرف في دور نيك فيوري في خمسة من الأفلام.
حققت الأفلام الستة للمرحلة أكثر من 3.8 مليار دولار أمريكي في شباك التذاكر العالمي وحظيت باستقبال إيجابي بشكل عام من الناقدين والجمهور. أنشأت استوديوهات مارفل ثلاثة أفلام قصيرة لبرنامج مارفل ون شوتس - "المستشار" و"حدث شيء مضحك في الطريق إلى مطرقة ثور" و"ايتم 47" - لتوسيع عالم مارفل السينمائي، في حين أن كل فيلم روائي تلقى كتبًا مصورة مرتبطة به أو اقتباسات للألعاب. تشكل المراحل الأولى والثانية والثالثة قصة "الملحمة اللانهائية".

## مرحلة التطوير
بدأت شركة مارفل إنترتينمنت التخطيط لإنتاج أفلامها الخاصة بشكل مستقل بحلول عام 2005، وتوزيعها من خلال باراماونت بيكتشرز. سبق لمارفل أن شاركت في إنتاج العديد من أفلام الأبطال الخارقين مع كولومبيا بيكتشرز، ونيو لاين سينما، وغيرها، بما في ذلك صفقة تطوير مدتها سبع سنوات مع إستوديوات القرن العشرين. حققت مارفل أرباحًا قليلة نسبيًا من صفقات الترخيص مع الاستوديوهات الأخرى، وأرادت الحصول على المزيد من المال من أفلامها مع الحفاظ على السيطرة الفنية على المشاريع والتوزيع. كان آفي أراد، رئيس قسم الأفلام في مارفل، سعيدًا بأفلام سبايدر مان التي أخرجها سام رايمي في سوني بيكتشرز، لكنه لم يكن سعيدًا بالآخرين. نتيجة لذلك، قرر أراد تشكيل استوديوهات مارفل، أول استوديو أفلام مستقل رئيسي في هوليوود منذ دريم ووركس. أدرك كيفن فيج، الرجل الثاني لأراد، أنه على عكس الرجل العنكبوت والغرباء الرجال-إكس، اللذين رُخصت حقوق أفلامهما إلى سوني وفوكس على التوالي، لا تزال مارفل تمتلك حقوق العديد من أعضاء فريق المنتقمون الأساسيين. تخيل فيج، الذي يصف نفسه بأنه "معجب كبير"، إنشاء عالم مشترك، تمامًا كما فعل المبدعان ستان لي وجاك كيربي مع كتبهم المصورة في الستينيات.
من أجل الحفاظ على سلامته الفنية، شكلت استوديوهات مارفل لجنة إبداعية مكونة من ستة أشخاص على دراية بتاريخ القصص المصورة الخاصة بها: فيج، ولويس دي إسبوزيتو، الرئيس المشارك لاستوديوهات مارفل، ودان باكلي، رئيس النشر في مارفل كوميكس، وجو كيسادا، كبير مسؤولي الإبداع في مارفل، والكاتب براين مايكل بنديس، ورئيس الترفيه في مارفل ، الذي أشرف على اللجنة. في البداية، أشار فيج إلى الاستمرارية السردية المشتركة لهذه الأفلام باسم "عالم سينما مارفل"، لكنه استخدم لاحقًا مصطلح "عالم مارفل السينمائي". حصلت مارفل على حقوق فيلم الرجل الحديدي في نوفمبر 2005 من نيو لاين سينما. في فبراير 2006، أعلنت مارفل أنها حصلت على حقوق فيلم هالك من يونيفرسال، مقابل السماح ليونيفرسال بامتلاك حقوق توزيع فيلم هولك الخارق (2008) وحق الشراء الأول لاختيار حقوق توزيع أي أفلام هالك مستقبلية من إنتاج مارفل ستوديوز. في أبريل 2006، اُعلن عن ثور كإنتاج من استوديوهات مارفل. بعد ذلك بوقت قصير، أسقطت ليونزغيت إنترتينمنت مشروع ناتاشا رومانوف/الارملة السوداء الذي كانت تعمل عليه منذ عام 2004، مما أعاد الحقوق إلى مارفل. في مايو 2006، غادر أراد استوديوهات مارفل ليصبح منتجًا مستقلًا. نظرًا لأنه كان يعمل بالموظفين عندما اُبرم الصفقات الخاصة بآيرون مان وهولك الخارق، فقد احتفظ بائتمان المنتج على كلا الفيلمين.
عُين فيج رئيسًا للإنتاج في استوديوهات مارفل في مارس 2007 عندما بدأ تصوير فيلم آيرون مان. بعد نهاية الأسبوع الافتتاحية الناجحة لآيرون مان في مايو 2008، أعلنت مارفل أن آيرون مان 2 سيُصدر في 30 أبريل 2010، يليه ثور في 4 يونيو 2010، كابتن أمريكا: المنتقم الأول في 6 مايو 2011، وفيلم الفريق المنتقمون في 15 يوليو 2011، والذي سيضم آيرون مان وهالك وكابتن أمريكا و ثور. بالإضافة إلى ذلك، رُقي فيج إلى رئيس استوديوهات مارفل. في مارس 2009، عدلت مارفل جدول إصداراتها، ونقلت ثور أولاً إلى 17 يونيو 2011 ثم إلى 20 مايو 2011، كابتن أمريكا: المنتقم الأول إلى 22 يوليو 2011، والمنتقمون إلى 4 مايو 2012.
في يناير 2010، نُقل تاريخ إصدار ثور مرة أخرى، إلى 6 مايو 2011. في أبريل من ذلك العام، غيرت مارفل عنوان المنتقم الأول: كابتن أمريكا إلى كابتن أمريكا: المنتقم الأول. في 18 أكتوبر 2010، استحوذت والت ديزني ستوديوز موشن بيكتشرز على حقوق توزيع المنتقمون من باراماونت بيكتشرز، مع بقاء شعار باراماونت واعتماده على الأفلام وفي 2 يوليو 2013، اشترت ديزني حقوق توزيع آيرون مان وآيرون مان 2 وثور وكابتن أمريكا: المنتقم الأول من بارماونت. ساعد عرض إدغار رايت للرجل النملة في عام 2006 في تشكيل الأفلام المبكرة لعالم مارفل السينمائي. قال فيج إن بعض أفلام عالم مارفل السينمائي قد غُيرت "لتتناسب مع هذا الإصدار" من الفيلم، حيث أن هذا الإصدار "ساعد في تحديد ما فعلناه مع القائمة لأفلام المنتقمون الأولى. كان الأمر يتعلق بكلا الأمرين من حيث تأثير فكرته لقصة الرجل النملة على ولادة عالم مارفل السينمائي في الأفلام المبكرة التي أدت إلى المنتقمون". في يونيو 2023، عادت حقوق توزيع هولك الخارق من يونيفيرسال إلى استوديوهات مارفل و ديزني. بدأت استوديوهات مارفل في استخدام عبارات مثل "المرحلة الأولى" لأن فيج لم يرغب في الإشارة إلى الأفلام باسم مثل ثلاثية آيرون مان أو ثلاثية ثور. جاءت فكرة المرحلة من القصص المصورة، حيث قال فيج "كانت الشخصيات الفردية تتجمع من وقت لآخر لسلسلة محدودة ضخمة". نتيجة لذلك، أصبحت الخطة هي القيام بمرحلة ثم إنهائها بفيلم المنتقمون.

## الأفلام
| الفيلم                      | تاريخ الإصدار في الولايات المتحدة | إخراج        | كاتب سيناريو                                   | المنتج (المنتجون)                 |
| --------------------------- | --------------------------------- | ------------ | ---------------------------------------------- | --------------------------------- |
| آيرون مان                   | 2 مايو 2008                       | جون فافرو    | مارك فيرغوس وهاك أوسبي وآرت ماركوم ومات هولواي | أفي أراد وكيفن فيج                |
| هولك الخارق                 | 13 يونيو 2008                     | لويس ليترري  | زاك بن                                         | أفي أراد، (غيل آن هارد) وكيفن فيج |
| آيرون مان 2                 | 7 مايو 2010                       | جون فافرو    | جستن ثيرو                                      | كيفن فيج                          |
| ثور                         | 6 مايو 2011                       | كينيث براناه | آشلي إدوارد ميلر وزاك ستينتز ودون باين         | كيفن فيج                          |
| كابتن أمريكا: المنتقم الأول | 22 يوليو 2011                     | جو جونستون   | كريستوفر ماركوس وستيفن ماكفيلي                 | كيفن فيج                          |
| المنتقمون                   | 4 مايو 2012                       | (جوس ويدن)   | (جوس ويدن)                                     | كيفن فيج                          |

### آيرون مان(2008)

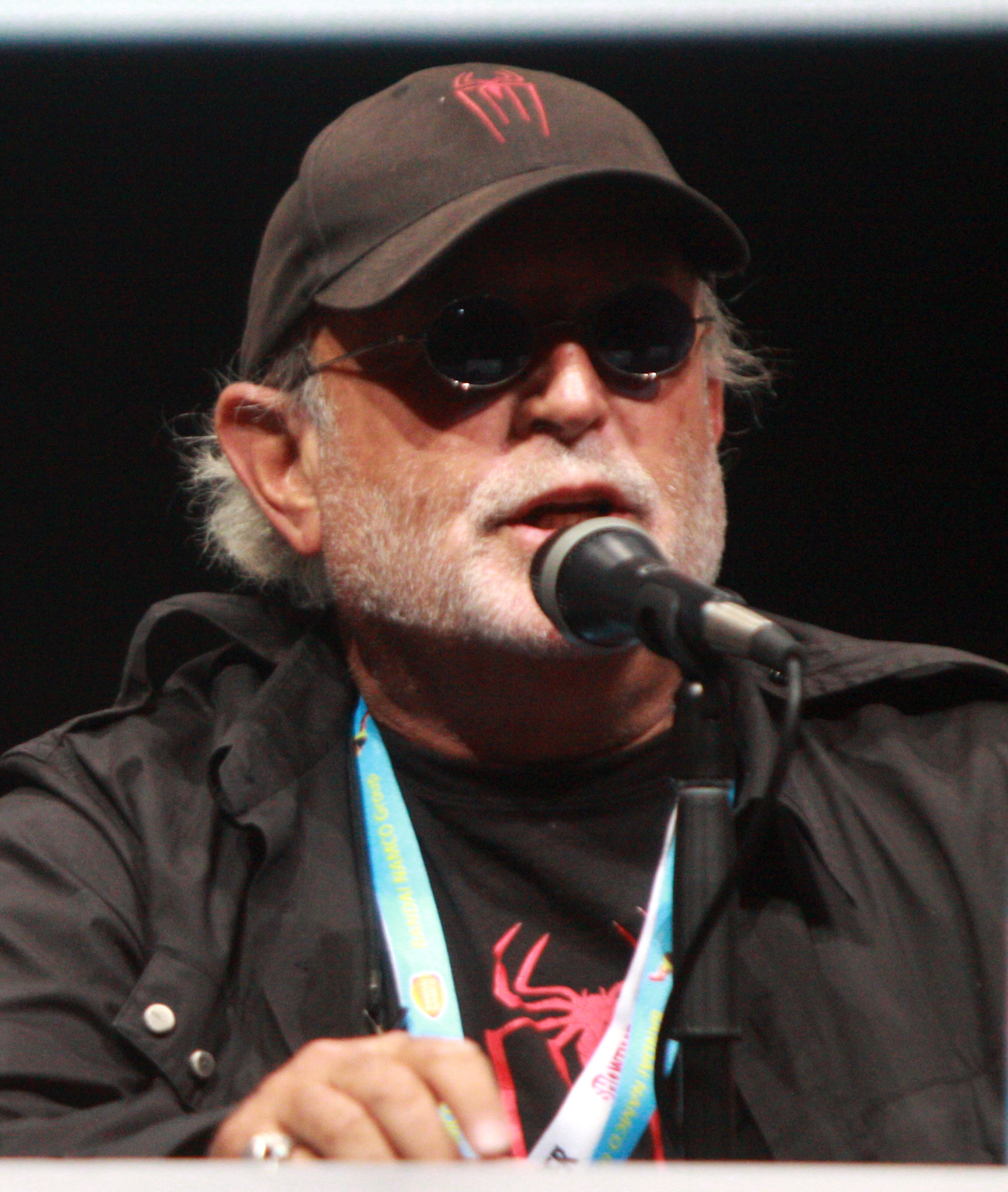
أفي أراد، الذي ساعد في تأمين التمويل المبكر، أنتج فيلمي آيرون مان وهولك الخارق.

الملياردير الصناعي توني ستارك يبني لنفسه بدلة دروع بعد أن يُؤسر من قبل منظمة إرهابية. بعد ان حرر نفسه من أسرهم، يقرر ترقية بدلته وارتدائها لمطاردة الأسلحة التي بيعت تحت الطاولة.
في أبريل 2006، استأجرت مارفل جون فافرو لإخراج فيلم "آيرون مان"، مع فرق كتابة آرت ماركوم وماثيو هولواي ومارك فيرغوس وهاوك أوستبي الذين كتبوا سيناريوهات متنافسة. قام فافرو بدمج كلا السيناريوهات في سيناريو واحد، والذي صُقل بعد ذلك بواسطة جون أوجوست. اُختير روبرت داوني جونيور لدور البطولة في سبتمبر 2006، بعد أن أطلق لحيته الصغيرة وتدرب لإقناع صناع الأفلام بأنه مناسب للدور. بدأ التصوير الرئيسي في 12 مارس 2007، حيث قضى الأسابيع الأولى في تصوير أسر ستارك في أفغانستان، والذي صُور في مقاطعة إنيو في كاليفورنيا. كما اُنتج الفيلم في استوديوهات مطار هيوز السابق في بلايا فيستا، لوس أنجلوس، مع تصوير إضافي في قاعدة إدواردز الجوية وسيزار بالاس في لاس فيغاس، نيفادا. قام داوني بتأليف سطر "أنا الرجل الحديدي" النهائي للفيلم، والذي شعر فيج أنه يتماشى مع شخصية ستارك.
عُرض فيلم "آيرون مان" لأول مرة في مسرح جريتر يونيون في شارع جورج، سيدني، في 14 أبريل 2008، واُصدر دوليًا في 30 أبريل، وفي الولايات المتحدة في 2 مايو.
ينتهي الفيلم بمشهد ما بعد الاعتمادات يظهر فيه صامويل جاكسون في دور نيك فيوري، الذي يقترب من ستارك فيما يتعلق بـ "مبادرة المنتقمون". قال فافرو أنه أدرج المشهد كـ "إشارة صغيرة للجماهير... طريقة لبدء طرح المنتقمون". لم يكن جاكسون في المجموعة إلا ليوم واحد، واُستخدم طاقم عمل هيكلي لمنع تسريب أخبار ظهوره. كما يظهر درع كابتن أمريكا في خلفية أحد المشاهد؛ أضافه فنان من إندستريال لايت آند ماجيك كمزحة، وقرر فافرو تركه في الفيلم.

## الافلام القصيرة
أفلام مارفل القصيرة (مارفل ون-شوتس) هي سلسلة من الأفلام القصيرة التي تُصدر مباشرةً على الفيديو وتُضمَّن كميزات إضافية في إصدارات بلو راي والتوزيع الرقمي لأفلام عالم مارفل السينمائي. وهي مصممة لتكون قصصًا مستقلة بذاتها توفر المزيد من المعلومات الأساسية عن الشخصيات أو الأحداث التي قُدمت في الأفلام.
| الفيلم                               | تاريخ الإصدار في الولايات المتحدة | المخرج           | كاتب السيناريو | منتج     | إصدار إعلامي منزلي          |
| ------------------------------------ | --------------------------------- | ---------------- | -------------- | -------- | --------------------------- |
| المستشار                             | 13 سبتمبر 2011                    | ليثوم            | إريك بيرسون    | كيفن فيج | ثور                         |
| حدث شيء مضحك في الطريق إلى مطرقة ثور | 25 أكتوبر 2011                    | ليثوم            | إريك بيرسون    | كيفن فيج | كابتن أمريكا: المنتقم الأول |
| البند 47                             | 25 سبتمبر 2012                    | لويس دي إسبوزيتو | إريك بيرسون    | كيفن فيج | المنتقمون من مارفل          |

## الخط الزمني
| 1943–1945 | المنتقم الأول   |
| 1946–2009 |                 |
| 2010      | الرجل الحديدي   |
| 2011      | الرجل الحديدي 2 |
| 2011      | هالك المذهل     |
| 2011      | شيء مضحك...     |
| 2011      | ثور             |
| 2011      | المستشار        |
| 2012      | المنتقمون       |
| 2012      | البند 47        |

في المرحلة الأولى، صفت استوديوهات مارفل بعض قصص أفلامها مع إشارات لبعضها البعض، على الرغم من عدم وجود خطة طويلة الأجل لجدول زمني للكون المشترك في تلك المرحلة. عُين آيرون مان 2 بعد ستة أشهر من أحداث آيرون مان، وحوالي نفس الوقت مثل ثور وفقًا للتعليقات التي أدلى بها نيك فيوري. أكدت القصة المصورة أسبوع فيوري الكبير الرابطة الرسمية أن هولك الخارق وآيرون مان 2 وثور جميعها حدثت في غضون أسبوع، قبل عام من فيلم المنتقمون. حاول الكاتبان كريس يوست وإريك بيرسون اتباع منطق الجدول الزمني للأفلام عند رسم القصة المصورة، وتلقيا "ختم الموافقة" من فيج ومارفل ستوديوز على الجدول الزمني النهائي. كدعاية قبل إصدار المنتقمون، أصدرت مارفل رسمًا بيانيًا رسميًا يوضح هذا الجدول الزمني في مايو 2012.
عُين المستشار بعد أحداث آيرون مان 2 وهولك الخارق، مع حدث شيء مضحك في الطريق إلى مطرقة ثور قبل أحداث ثور والبند 47 بعد المنتقمون.

## الشخصيات والممثلين المتكررين
قائمة المؤشرات
يشمل هذا القسم الشخصيات التي ظهرت في عدة أفلام ضمن المرحلة الأولى من عالم مارفل السينمائي، وقد ظهرت في قائمة الأسماء لفيلم واحد على الأقل.
- تُشير حرف N\A إلى أن الشخصية لم تكن في الفيلم.
- يُشير حرف C إلى دور ظهور غير معتمد.
- يُشير حرف OS إلى ظهور الشخصية في مقطع قصير منفصل.
- يُشير حرف P إلى ظهور الشخصية في صور فوتوغرافية على الشاشة.
- يُشير حرف V إلى دور صوتي فقط.

| الشخصيات                       | 2008               | 2008                      | 2010               | 2011             | 2011                        | 2012               |
| الشخصيات                       | آيرون مان          | هولك الخارق               | آيرون مان 2        | ثور              | كابتن أمريكا: المنتقم الأول | المنتقمون          |
| ------------------------------ | ------------------ | ------------------------- | ------------------ | ---------------- | --------------------------- | ------------------ |
| بروس بانير هولك                | N\A                | إدوارد نورتون لو فيريغنوv | N\A                | N\A              | N\A                         | مارك رافالو        |
| كلينت بارتون عين الصقر         | N\A                | N\A                       | N\A                | جيرمي رينرc      | N\A                         | جيرمي رينر         |
| فيل كولسون O                   | كلارك غريغ         | N\A                       | كلارك غريغ         | كلارك غريغ       | N\A                         | كلارك غريغ         |
| نيك فيوري                      | صامويل جاكسونc     | N\A                       | صامويل جاكسون      | صامويل جاكسونc   | صامويل جاكسون               | صامويل جاكسون      |
| لوكي                           | N\A                | N\A                       | N\A                | توم هيدليستون    | N\A                         | توم هيدليستون      |
| فرجينيا "بيبر" بوتس            | جوينيث بالترو      | N\A                       | جوينيث بالترو      | N\A              | N\A                         | جوينيث بالترو      |
| جيمس "رودى" رودس وار ماشين     | تيرينس هوارد       | N\A                       | دون شيدل           | N\A              | N\A                         | N\A                |
| ستيف روجرز كابتن أمريكا        | N\A                | N\A                       | N\A                | N\A              | كريس إيفانز                 | كريس إيفانز        |
| ناتاشا رومانوف الأرملة السوداء | N\A                | N\A                       | سكارليت جوهانسون   | N\A              | N\A                         | سكارليت جوهانسون   |
| اريك سيلفيج                    | N\A                | N\A                       | N\A                | ستيلان سكارسغارد | N\A                         | ستيلان سكارسغارد   |
| هوارد ستارك                    | جيرارد ساندرزP     | N\A                       | جون سلاتري         | N\A              | دومينيك كوبر                | N\A                |
| توني ستارك الرجل الحديديOS     | روبرت داوني جونيور | روبرت داوني جونيورc       | روبرت داوني جونيور | N\A              | N\A                         | روبرت داوني جونيور |
| ثور                            |                    |                           |                    | كريس هيمسوورث    |                             | كريس هيمسوورث      |

## الموسيقى

### الموسيقى التصويرية للأفلام
| عنوان                                              | تاريخ الإصدار في الولايات المتحدة | الطول   | المكون (ات)    | اللقب                               |
| -------------------------------------------------- | --------------------------------- | ------- | -------------- | ----------------------------------- |
| آيرون مان: الموسيقى التصويرية الأصلية للفيلم       | 2008 مايو 6                       | 0:54:14 | رامين جوادي    | تسجيلات ليونزغيت                    |
| فيلم هولك الخارق: موسيقى تصويرية أصلية             | 2008 يونيو 13                     | 1:50:55 | كريغ آرمسترونغ | تسجيلات مارفل                       |
| آيرون مان 2: الموسيقى التصويرية الأصلية للفيلم     | 2010 يوليو 20                     | 1:12:01 | جون ديبني      | كولومبيا للتسجيلات                  |
| ثور                                                | 2011 مايو 3                       | 1:11:53 | باتريك دويل    | "بونا فيستا" تسجيلات "موسيقى مارفل" |
| كابتن أمريكا: المنتقم الأول - موسيقى تصويرية أصلية | 2011 يوليو 19                     | 1:11:53 | آلان سيلفستري  | "بونا فيستا" تسجيلات "موسيقى مارفل" |
| المنتقمون (موسيقى تصويرية أصلية)                   | 2012 مايو 1                       | 1:04:25 | آلان سيلفستري  | تسجيلات هوليوود                     |

### ألبومات التجميع
| العنوان                                      | تاريخ الإصدار في الولايات المتحدة | الطول | الملصق                       |
| -------------------------------------------- | --------------------------------- | ----- | ---------------------------- |
| AC/DC:آيرون مان 2                            | 19 أبريل 2010                     | 60:15 | كولومبيا للتسجيلات           |
| المنتقمون يتجمعون (موسيقى مستوحاة من الفيلم) | 1 مايو 2012                       | 48:20 | تسجيلات هوليوود موسيقى مارفل |

### أغاني فردية
| العنوان     | تاريخ الإصدار في الولايات المتحدة | الطول | الفنان(ون)  | الملصق                       |
| ----------- | --------------------------------- | ----- | ----------- | ---------------------------- |
| "عش لترتفع" | 17 أبريل 2012                     | 4:40  | ساوند جاردن | تسجيلات هوليوود موسيقى مارفل |

## وسائل الاعلام المنزلية
| الفيلم                      | إصدار دي في دي/بلو-راي       |
| --------------------------- | ---------------------------- |
| آيرون مان                   | 30 سبتمبر 2008               |
| هولك الخارق                 | 21 أكتوبر 2008               |
| آيرون مان 2                 | 28 سبتمبر 2010               |
| ثور                         | 13 سبتمبر 2011               |
| كابتن أمريكا: المنتقم الأول | 25 أكتوبر 2011               |
| المنتقمون                   | 25 سبتمبر (أُصدرت أيضًا رقمياً) |

صدرت مجموعة من 10 أقراص بعنوان "عالم مارفل السينمائي: المرحلة الأولى - المنتقمون يتجمعون" في 25 سبتمبر 2012. تضم المجموعة جميع الأفلام الستة على أقراص بلو راي وبلو راي ثري دي، في نسخة طبق الأصل من حقيبة نيك فيوري من فيلم المنتقمون. في أغسطس 2012، رفعت شركة الأمتعة ريوما، التي طورت الحقيبة لفيلم المنتقمون، دعوى قضائية ضد استوديوهات مارفل وبوينا فيستا للترفيه المنزلي في محكمة اتحادية أمريكية، تشكو من أن "مارفل لم تحصل على أي ترخيص أو إذن من ريوما لعمل نسخ طبق الأصل من الحقائب لأي غرض". اُجلت المجموعة إلى أوائل عام 2013 لإعادة تصميم العبوة. اُصدرت المجموعة في 2 أبريل 2013 مع علبة مصممة حديثًا. بالإضافة إلى ذلك، تضمنت المجموعة مقطعًا عن أفلام المرحلة الثانية القادمة آنذاك، يظهر لقطات فن التصور، بالإضافة إلى مشاهد محذوفة لم تُصدر من قبل من جميع أفلام المرحلة الأولى.